# Иса Мустафа
Иса Мустафа (Пропаштица, 15. мај 1951) албански је политичар са Косова и Метохије, бивши премијер самопроглашене Републике Косово од 9. децембра 2014. до 9. септембра 2017. године. Раније је обављао функцију градоначелника Приштине од 2007. до 2013. године.
Члан је Демократског савеза Косова.